# Kokko (ö i Lappland)
Kokko är en ö i Finland. Den ligger i Muonioälven och i kommunen Kolari kommun i den ekonomiska regionen  Fjäll-Lappland  och landskapet Lappland, i den norra delen av landet, 800 km norr om huvudstaden Helsingfors. Öns area är 6,9 hektar och dess största längd är 0,5 kilometer i nord-sydlig riktning.